# George Lucas Coser
George Lucas Coser, född 20 februari 1984 i Tapejara, Rio Grande do Sul i Brasilien, är en brasiliansk fotbollsspelare som för närvarande spelar i brasilianska Sport Recife. Han har även italienskt pass.